# موزه مردم‌شناسی خلیج فارس
 موزه مردم‌شناسی خلیج‌فارس  یکی از بزرگترین موزه‌های مردم‌شناسی در جنوب ایران است که در شهر بندرعباس مرکز استان هرمزگان قرار دارد.
این موزه که زیرنظر اداره‌کل میراث فرهنگی، صنایع دستی و گردشگری هرمزگان اداره می‌شود، در محوطه تاریخی برکه‌های باران ساخته شده و اسفندماه ۱۳۸۶ افتتاح شد.
موزه مردم‌شناسی خلیج‌فارس در ۳ طبقه با زیربنای ۲۵۰۰مترمربع ساخته شده که طبقه همکف دارای فضای عمومی، خدماتی، کتابخانه تخصصی و نمایشگاه‌ است.
طبقه دوم به بخش مردم‌شناسی تعلق دارد که شامل بخش بازار سنتی، آزادسازی قلعه هرمز، صید و صیادی است.
طبقه سوم نیز شامل بخش‌های باستان‌شناسی است که به غنای فرهنگی، تاریخی استان هرمزگان پرداخته شده‌است.
این موزه به دلیل قرار گرفتن در سایت تاریخی و ثبت شده برکه‌های باران، پتانسیل‌های ارزشمندی برای ایجاد یک پارک موزه‌ای فعال در بندرعباس به وجود آورده‌ است.

## معماری موزه
ساختمان موزه خلیج‌فارس نمونه‌ای ارزشمند از معماری جنوب ایران است و هماهنگی، صداقت، خلاقیت و توجه به ارزش‌های هنری، معماری و فرهنگی منطقه‌ای در موزه خلیج فارس متجلی شده‌است.
ساختمان این بنا برگرفته از معماری سنتی هرمزگان است. دیوارهای پشت‌بند، در و پنجره‌های چوبی و بادگیر (نورگیر مرکزی) از عناصر با ارزش معماری سنتی منطقه‌است.
شهاب‌الدین ارفعی طراح و موزه مردم‌شناسی بندرعباس در خصوص تطابق این موزه با شرایط اقلیمی و آب و هوایی و معماری بومی هرمزگان گفته است" این ساختمان ازنظر نمای بیرونی با معماری بومی هرمزگان تطابق زیادی دارد اما از نظر اقلیم و آب‌وهوا تعامل چندانی با منطقه ندارد زیرا این ساختمان دارای یک فضای بسته است و اشیا با شرایط خاصی در آن نگهداری می‌شوند. به‌طور کل در موزه‌ها نمی‌توانند با اقلیم و آب‌وهوا تعامل چندانی داشته باشند مگر اینکه به همان منظور احداث‌شده باشند.

## بخش مردم‌شناسی
بخش مردم‌شناسی موزه بزرگ خلیج فارس به بخش‌های بازار سنتی، آزادسازی جزیره هرمز از دست پرتغالی‌ها و صید و صیادی تقسیم شده‌است.

## بخش بازار سنتی
بخش بازار سنتی نخستین بخش در این بخش از موزه‌است که وضعیت بازار و داد و ستد در هرمزگان را به نمایش گذاشته‌است.
این بخش دارای ۱۱ مجسمه از جنس موم است که مردم در حال انجام کارهای مختلف را نشان می‌دهد.

## بخش آزادسازی هرمز
در سال ۱۵۰۷ میلادی نظامیان پرتغالی به فرماندهی آلفونسو دالبوکرک جزیره هرمز را تصرف کرده و در دماغه شمالی آن در محل یک دژ قدیمی اقدام به ساخت قلعه و تأسیسات نظامی و دفاعی کرد که مراحل ساخت آن ۳۰ سال به طول انجامید و آلبوکرک و اخلاف او به دلایل استراتژیکی و اقتصادی، تسلط بر تنگه هرمز را دنبال کرده به این طریق هم به مسیر بازرگانی دریایی خلیج فارس - دریای مکران (عمان) تا هند و چین کنترل داشته باشد و هم از طریق ترانزیت دریایی در واقع اخذ باج و خراج از کشتی‌های تجاری به اهداف اقتصادی خود دست یابند.
با تثبیت حکومت صفوی و قدرت گیری آن در زمان شاه عباس بزرگ (دوم) در سال ۱۶۲۲ میلادی به فرماندهی امام قلی‌خان با اجاره تعدادی کشتی از انگلیسی‌ها به جزیره هرمز یورش برده و پس از ۱۱۵ سال این بخش از خاک کشور که موقعیت استراتژیکی بسیار مهمی برخوردار بود را آزاد کردند.
با ورود به این بخش حسگرهای صدا فعال شده و صدای برخورد شمشیر، تفنگ سرپر، توپ و غرش جنگجویان به گوش می‌رسد. که این صحنه نبرد در قلعه هرمز را به نمایش گذاشته و ۵ مجسمه در حال جنگ را می‌توان دید که این مجسمه‌ها شامل امام قلی خان، یک سرباز و ۳ سرباز پرتغالی بوده که فرمانده آن‌ها به دست امام قلی‌خان بر زمین افتاده و در حال جان دادن است.

## بخش صید و صیادی
در استان هرمزگان صید به شیوه‌های مختلفی انجام می‌گیرد. صید و صیادی آن قدر وسیع می‌باشد مجموعه مشاغل دیگری چون قایق‌سازی، لنج‌سازی، توربافی، گرگوربافی را به دنبال دارد که به‌طور مستقیم با ماهیگیران در ارتباط هستند.
صید با تور، قلاب، گرگور و مشتاو... از انواع مختلف شیوه‌های صیادی در هرمزگان است که از گذشته تا کنون ادامه دارد.
در بخش صید و صیادی نیز به مانند دیگر بخش‌های موزه مردم‌شناسی با ورود به آن سنسورهای صدا فعال شده و صدای موج دریا و مرغان دریایی به گوش می‌رسد. در این بخش چهار مجسمه با یک قایق و یک لنج روی دریا به معرض نمایش گذاشته شده‌است. بر روی عرشه لنج ملوانی (جاشو) را می‌توان دید که در حال کشیدن طناب لنگر است و ناخدا نیز به صورت ایستاده با محاسنی سفید که با نصب دستگاه و پردازش باد به آن سمت محاسنش تکان می‌خورد در انتهای لنج قرار دارد. در کنار لنج یک قایق همراه با مرد ماهیگیر قرار داد که تور برای صید ماهی در دریا انداخته‌است. در نزدیکی او شخصی یک صیاد مروارید از قعر دریا بیرون آمده و صدفی که در آن مروارید وجود دارد به دست دارد.

## بخش باستان‌شناسی
با اتکا به مطالعات و پژوهش‌های باستان شناختی، حوزه فرهنگی از دوره پالئولتیک (کهن سنگی) گذرگاه جوامع و گروه‌های انسانی بوده‌است که در آفریقا به سمت جنوب شرق آسیا گسترش یافته بودند و ابزارهای سنگی دوره پالئولتیک قدیم (حدود ۵۰۰ هزار سال پیش) که از طرف میناب به دست آمده مؤید آن است که منطقه هرمزگان در این دوره از نظر زیست محیطی و جغرافیایی توان تأمین نیازمندی‌های معیشتی گروه‌های انسانی که اقتصاد آن‌ها متکی بر گردآوری خوراک و شکار بود را داشته‌است.
در بخش پیش از تاریخ، اشیایی از جنس سفال، سنگ، فلزاتی چون مس، برنز و آهن وجود دارد. ظروف سفالی، ظروف سنگی از جنس سنگ صابون و مرمر، مجسمه، ابزار و تیغه‌های سنگی و سفالی که تیغه‌های سفالی برای نخستین بار در دی ماه ۸۶ در لایه نگاری تم مارون رودان کشف شده که تاکنون در ایران و جهان نمونه مشابه آن گزارش نشده‌است، سر پیکان و سر نیزه‌های جنس برنز و نیز تعدادی از برنزهای لرستان نیز در میان آن‌ها به چشم می‌خورد.
این اشیا مربوط به هزاره سوم پیش از میلاد تا هزاره اول پیش از میلاد (۵ هزار سال تا ۳ هزار سال قبل) است.

## بخش دوره تاریخی
دوره تاریخی حد فاصل دوره هخامنشی تا پایان دوره ساسانی (سده ۷ قبل از میلاد تا سده ۷ میلادی) منطقه هرمزگان به عنوان یکی از پایگاه‌های مهم بازرگانی - اقتصادی و سیاسی - نظامی ایران مدنظر قرار می‌گیرد.
مدارک به دست آمده از بررسی‌های مناطق رودان، میناب، حاجی آباد مبین آن است که در طول دوره اشکانیان (۲۵۰ قبل از میلاد تا ۲۲۴ میلادی) حوزه فرهنگی هرمزگان یکی از مهم‌ترین مناطق استراتژیکی - اقتصادی و فرهنگی امپراطوری اشکانی (پارت) و ساسانی به شمارمی آمده‌است.
در بخش دوره تاریخی اشیای سفالی، سنگی، فلزی به معرض نمایش گذاشته شده‌است که شامل ظروف سفالی، ریتون سفالی، زیور آلات از جنس سنگ‌های قیمتی، سر پیکان برنزی می‌شود که عموماً مربوط به دوره اشکانی و ساسانی است و از مناطق بشاگرد، میناب، رودان و حاجی آباد به دست آمده‌است.

## بخش دوره اسلامی
با اتکا به مدارک باستان شناختی و اسناد تاریخی و سفرنامه‌های جهانگردان مسلمان و اروپایی یکی از مهم‌ترین مراکز تجاری ایران در حد فاصل دوره سلجوقی تا صفوی هرمز کهنه بوده‌است این مرکز اقتصادی از طریق بازرگانی دریایی از یک سو با اروپا و از سوی دیگر با کشورهای عربی جنوب و جنوب غربی خلیج فارس و جنوب شرق آسیا و چین سطح وسیعی از مبادلات بازرگانی و به تبع آن ارتباطات فرهنگی بر قرار می کرده‌است.
هرمز کهنه بخشی از میناب امروزی بود که با حمله سپاهان مغول رونق و شکوفایی خود را از دست داد و هرمز جدید یا جزیره هرمز فعلی جایگزین آن شد.
در بخش دوره اسلامی اشیای سفالی، فلزی، چینی، سبز بیدی (سلادون) و چوبی شامل ظروف سفالی چینی سبز بیدی و آبی و سفید خنجرهایی از جنس نقره، جعبه‌های آرایشگری، عطردان به معرض نمایش گذاشته‌اند که مربوط به دوره‌های مختلف اسلامی از سده‌های اولیه تا قاجاریه‌است.

## بخش سکه
در این بخش سکه‌هایی از جنس نقره، نیکل، برنز، مس مربوط به دوره‌های سلوکی (جانشین اسکندر در ایران) اشکانیان، ساسانیان، اموی، ایلخانی، تیموری، آق قویونلو، صفوی، قاجاری و پهلوی به معرض نمایش گذاشته‌اند.
سکه‌ها از قدیمی‌ترین آن‌ها تا اواسط قاجاریه ضربی بوده و از اواسط قاجاریه به بعد ماشینی است و محدوده زمانی ۲ هزار و ۳۰۰ سال قبل تا ۵۰ سال قبل را شامل می‌شود.

## نگارخانه